# Борисково (Вышневолоцкий район)
Борисково — деревня Вышневолоцком городском округе в Тверской области России.

## География
Расположена с левой стороны озера Мстино в 3 км к северу от Вышнего Волочка.

## История
Первое упоминание о Борисково относиться к 1495 году. О ней говорится в переписных листах оброчной книги Деревской пятины.
Деревня входила в состав Коломенского погоста. Относилась она к владениям новгородского Хутынского монастыря. В XVIII веке была казённой деревней. В ней жили экономические (государственные) крестьяне и ямщики.

### Административно-территориальное устройство
С 1861 по 1924 год деревня входила в состав Доркской волости. С 1924 по 1929 год Борисково входило и состав Ямско-Слободского (Долгинского) сельского совета Вышневолоцкой волости, затем в состав Леонтьевского сельского совета Вышневолоцкого района.
В апреле 2019 года Солнечное сельское поселение и Вышневолоцкий район были упразднены, территории включены в Вышневолоцкий городской округ.

## Население
| 1859 | 2002 | 2010 |
| ---- | ---- | ---- |
| 438  | ↘225 | ↘192 |

Население в 1886 году составляло 463 человека, в 1914—526 человек. Население в 1958 году — 446 человек. По данным переписи 2002 года в деревне проживало 225 человек.

## Инфраструктура
Личное подсобное хозяйство.
В 1859 году в Борисково было 75 дворов. Была деревянная часовня, которую разобрали в 1940-х годах.

## Транспорт
Доступна автомобильным и железнодорожным транспортом. В пешей доступности ж/д станция Цна.